# Sveti Ivan Zelina
Sveti Ivan Zelina är en stad i Kroatien. Staden har 2 700 och kommunen 16 268 invånare (2001). Sveti Ivan Zelina ligger i Zagrebs län i centrala Kroatien, 37 km nordöst om huvudstaden Zagreb.

## Orter i kommunen
Sveti Ivan Zelina utgör huvudorten i kommunen men samma namn. I kommunen finns förutom Sveti Ivan Zelina följande 61 orter: Banje Selo, Berislavec, Biškupec Zelinski, Blaškovec, Blaževdol, Breg Mokrički, Brezovec Zelinski, Bukevje, Bukovec Zelinski, Bunjak, Curkovec, Črečan, Donja Drenova, Donja Topličica, Donja Zelina, Donje Orešje, Donje Psarjevo, Dubovec Bisaški, Filipovići, Goričanec, Goričica, Gornja Drenova, Gornja Topličica, Gornje Orešje, Gornje Psarjevo, Gornji Vinkovec, Hrastje, Hrnjanec, Kalinje, Keleminovec, Kladešćica, Komin, Krečaves, Križevčec, Laktec, Majkovec, Marinovec Zelinski, Mokrica Tomaševečka, Nespeš, Novakovec Bisaški, Novo Mjesto, Obrež Zelinski, Paukovec, Polonje, Polonje Tomaševečko, Prepolno, Pretoki, Radoišće, Salnik, Selnica Psarjevačka, Suhodol Zelinski, Sveta Helena, Šalovec, Šulinec, Šurdovec, Tomaševec, Velika Gora, Vukovje Zelinsko, Zadrkovec, Zrinšćina och Žitomir.

## Historia
1185 omnämns staden för första gången i ett skrivet dokument utfärdat av den kroatisk-ungerske kungen Béla III. Dokumentet slår fast att Zagrebs prästerskap besitter rätten till Zelina. 1200 omnämns Johannes döparens kyrka (crkva Svetog Ivana Krstitelja) i ett dokument och 1328 utfärdade den kroatiske banen Mikac Mihaljević ett dokument som gav invånarna flera privilegier. Sveti Ivan Zelina kom därefter att utvecklas till en köpstad.
I samband med parlamentet i Cetin 1527 kom staden att formellt sortera under den habsburgska kronan. Under 1800-talet och den spirande illyrismen blev staden en viktig mötesplats för rörelsens medlemmar.